# Brug 434
Brug 434 is een vaste brug in Watergraafsmeer, Amsterdam-Oost.
De verkeersbrug vormt de verbinding tussen de Torricellistraat en de Manenburgstraat. Ze overspant daarbij de Fahrenheitsingel, die zich net westelijk van deze brug versmalt en doodloopt op de dijk van de Weespertrekvaart. De brug is van de hand van Piet Kramer en vertoont gelijkenis met brug 435, eveneens van Kramer en ook over de Fahrenheitsingel. Beide bruggen zijn ontdaan van alle versierselen, zoals beeldhouwwerken etc., die zo kenmerkend waren voor Kramer. De brug ligt er sinds 1939/1940.
Tot 2016 stond de brug officieus te boek als de 'Barometerbrug', vernoemd naar de barometer van Evangelista Torricelli. In juli 2016 wilde de gemeente af van officieuze benamingen en liet de bevolking kiezen tussen de officieuze naam officieel maken, een verzoek tot nieuwe vernoeming insturen dan wel de brug anoniem door het leven te laten gaan. Er werd toen voor de laatste optie gekozen.
<<< · 400 · 401 · 402 · 403 · 404 · 405 · 406 · 407 · 408 · 409 · 410 · 411 · 413 · 414 · 415 · 416 · 417 · 418 · 419 · 420 · 421 · 422 · 423 · 424 · 425 · 427 · 429 · 430 · 431 · 432 · 433 · 434 · 435 · 436 · 437 · 438 · 439 · 440 · 441 · 442 · 443 · 444 · 445 · 446 · 447 · 448 · 449 · 450 · 451 · 452 · 453 · 454 · 455 · 456 · 457 · 458 · 459 · 460 · 461 · 462 · 463 · 464 · 465 · 466 · 469 · 470 · 471 · 472 · 473 · 474 · 475 · 476 · 478 · 479 · 480 · 482 · 483 · 485 · 486 · 487 · 488 · 489 · 490 · 491 · 492 · 493 · 494 · 495 · 496 · 497 · 499 · >>>
Brugnummers 412, 426, 428, 467, 468, 477, 481, 484 en 498 zijn niet (meer) vergeven.